# آن بي. فيشر
آن بي. فيشر (بالإنجليزية: Anne B. Fisher)‏ هي كاتِبة أمريكية، ولدت في 1898، وتوفيت في 1967.